# Aleksej Sjumakov
Aleksej Vasiljevitj Sjumakov (ryska: Алексей Васильевич Шумаков), född den 7 september 1948 i Ryska SFSR i Sovjetunionen, är en sovjetisk brottare som tog OS-guld i lätt flugviktsbrottning i den grekisk-romerska klassen 1976 i Montréal.